# ČSD-Baureihe M 232.2
Die ČSD-Baureihe M 232.2 waren zweiachsige Dieseltriebwagen der einstigen Tschechoslowakischen Staatsbahnen (ČSD) für den Verkehr auf Haupt- und Nebenbahnen.

## Geschichte
Unmittelbar nach der Produktion des M 122.0 wurden in der Vagonka Studénka in Studénka 20 Triebwagen der gleichen Konzeption beschafft. Vom Aussehen ähnelten sie noch sehr ihren Vorgängerfahrzeugen. Auch der Benzinmotor von Tatra wurde wiederverwendet, allerdings wurde seine Leistung gegenüber dem Vorgängerfahrzeug auf 120 PS gesteigert. Für die Verwendung für die Linien des Grenzgebietes zwischen der Tschechoslowakei und Deutschland in Südböhmen und dort auf den Lokalbahnen des Böhmerwaldes wurden sie für die Strecken auf bergigen Regionen als Fahrzeuge mit zwei angetriebenen Achsen ausgeführt. Daher kam es, dass infolge der Angliederung des Sudetenlandes an Deutschland im Herbst 1938 die Fahrzeuge M 232.201–206, 212–214 sowie 218–220 an die Deutsche Reichsbahn abgeben werden mussten. Sie erhielten dort die Betriebsnummern 136 251 bis 136 262.
Wie viele Fahrzeuge den Zweiten Weltkrieg überstanden, ist nicht überliefert. Zwei Fahrzeuge verblieben nach dem Krieg bei der Reichsbahndirektion Regensburg und wurden dort 1954 ausgemustert. Die restlichen kamen wieder zu den ČSD. Sie mussten bis 1956 den Dienst quittieren. Von dem M 232.2 ist kein Fahrzeug erhalten geblieben.

## Technische Merkmale

Prinzipskizze der Leistungsübertragung nach dem System ČKD-RM

Der Wagenkasten des Motorwagens entsprach dem der Reihe M 122.0. Sie besaßen einen Motor von TATRA mit 120 PS, der auch in den M 120.4 sowie M 130.2 verwendet wurde, nur nicht mit der Möglichkeit der Änderung der Drehrichtung. Die elektrische Leistungsübertragung war wie bei dem M 232.1 RM von ČKD.